# Parafia Matki Bożej Częstochowskiej w Middletown
Parafia Matki Boskiej Częstochowskiej w Middletown (ang. St. Mary of Czestochowa Parish) – parafia rzymskokatolicka  położona w Middletown, Connecticut, Stany Zjednoczone.
Jest ona jedną z wielu etnicznych, polonijnych parafii rzymskokatolickich w Nowej Anglii z mszą św. w j. polskim dla polskich imigrantów.
Nazwa parafii jest związana z kultem Matki Boskiej Częstochowskiej.
Ustanowiona w 1903 roku.